# Gare de Chenonceaux
Gare de Chenonceaux vasútállomás Franciaországban, Chenonceaux településen.

## Vasútvonalak
Az állomást az alábbi vasútvonalak érintik:
- Vierzon–Saint-Pierre-des-Corps-vasútvonal

## Kapcsolódó állomások
A vasútállomáshoz az alábbi állomások vannak a legközelebb:
- Gare de Bléré - La Croix (Gare de Saint-Pierre-des-Corps)
- Gare de Chissay-en-Touraine (Gare de Vierzon-Ville)